# Ilovik (gmina Čavle)
Ilovik – wieś w Chorwacji, w żupanii primorsko-gorskiej, w gminie Čavle. W 2011 roku liczyła 14 mieszkańców.